# Cimitero di Morumbi
Il cimitero di Morumbi (in portoghese: Cemitério do Morumbi), è un cimitero sito a Morumbi, quartiere della zona ovest di San Paolo, in Brasile, uno dei quartieri più prestigiosi della città vecchia.
Fu costruito da José Gustavo Macedo Soares Busch.

## Personalità sepolte
Di seguito alcune delle personalità sepolte nella necropoli:
- Altemar Dutra - cantante
- Ronald Golias - umorista
- Clodovil Hernandes - politico, sarto e showman
- Consuelo Leandro - attrice e umorista
- Elis Regina - cantante
- Ayrton Senna - pilota di Formula 1